# Юрьевское сельское поселение (Кировская область)
Юрьевское сельское поселение — муниципальное образование в составе Котельничского района Кировской области России.
Административный центр — село Юрьево.

## История
Юрьевское сельское поселение образовано 1 января 2006 года согласно Закону Кировской области от 07.12.2004 № 284-ЗО.

## Население
| 2010 | 2012 | 2013 | 2014 | 2015 | 2016 | 2017 |
| ---- | ---- | ---- | ---- | ---- | ---- | ---- |
| 678  | ↘652 | ↗661 | →661 | ↘652 | ↘617 | ↘601 |
| 2018 | 2019 | 2020 | 2021 |      |      |      |
| ↘590 | ↘578 | ↘551 | ↘444 |      |      |      |

## Населенные пункты
На территории поселения находится 19 населённых пунктов (население, 2010):
| - село Юрьево — 601 чел.; - деревня Болванская — 4чел.; - деревня Борки — 2 чел.; - деревня Валовы — 0 чел.; - деревня Варюховщина — 3 чел.; - деревня Воронковы — 2 чел.; - деревня Голенки — 0 чел.; - деревня Заборье — 5 чел.; - деревня Крысовщина — 1 чел.; - деревня Куприха — 0 чел.; | - деревня Минины — 6 чел.; - деревня Мосины — 3 чел.; - деревня Овчинниковы — 4 чел.; - деревня Олюнины — 0 чел.; - деревня Осинки — 4 чел.; - деревня Скурихинская — 30 чел.; - деревня Шалагиновы — 13 чел.; - деревня Щековатовщина — 0 чел.; - деревня Шеломово — 0 чел. |